# Monumento natural

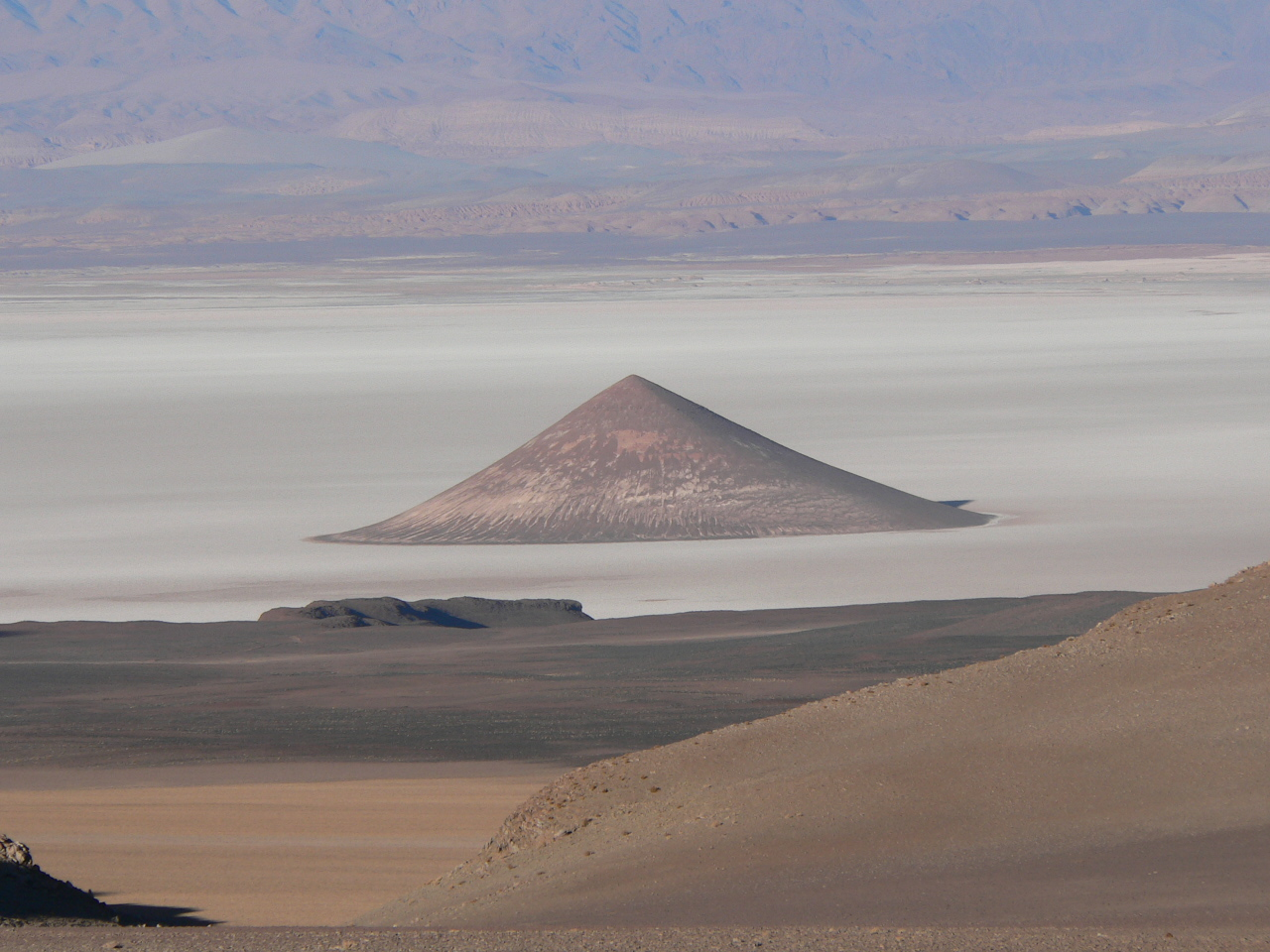
Monumento natural Cono de Arita na Salta (Argentina).

Um monumento natural é um tipo de área protegida que busca proteger uma ocorrência, característica ou elemento natural contendo um ou mais aspectos que, pela sua singularidade, raridade ou representatividade em termos ecológicos, estéticos, científicos e culturais, exigem a sua conservação e a manutenção da sua integridade.
O caráter histórico e tradicional inserem-se em uma tradição mais oriental de definição de monumentos naturais, enquanto que a tradição francesa enfatiza os aspectos estéticos. O Japão é considerado pioneiro na preservação de monumentos naturais, geralmente associados às religiões budista e xintoísta, mas posteriormente também a locais de memória como jardins, parques e alinhamentos de árvores da cidade de Tóquio; os monumentos naturais não são necessariamente imponentes, valorizando-se por vezes a simplicidade. Já a tradição francesa, consubstanciada a partir da década de 1930, traz para o primeiro plano atributos como grandiosidade e beleza..

## Unidades de Conservação no Brasil
No Brasil, Monumento Natural (abreviadamente "MoNa") é uma categoria de Unidade de Conservação de proteção integral definida pelo Sistema Nacional de Unidades de Conservação da Natureza (SNUC). Essas unidades são criadas com a finalidade de preservar sítios naturais raros, singulares ou de grande beleza cênica.
As unidades da categoria Monumento Natural podem ser constituídas por áreas particulares, desde que seja possível compatibilizar os objetivos da unidade com a utilização da terra e dos recursos naturais do local pelos proprietários. Havendo incompatibilidade entre os objetivos da área e as atividades privadas ou não havendo aquiescência do proprietário às condições propostas pelo órgão responsável pela administração da unidade para a coexistência do Monumento Natural com o uso da propriedade, a área deve ser desapropriada, de acordo com o que dispõe a lei.
A visitação pública está sujeita às condições e restrições estabelecidas no Plano de Manejo da unidade, às normas estabelecidas pelo órgão responsável por sua administração e àquelas previstas em regulamento.
O primeiro Monumento Natural criado pelo Brasil foi o Monumento Natural dos Pontões Capixabas, em 2008, a partir da reclassificação da unidade, que anteriormente era um Parque nacional.
Segundo o Cadastro Nacional de Unidades de Conservação, existiam 23 (vinte e três) unidades dessa categoria no Brasil em Janeiro de 2012:

### Bahia
- Monumento Natural da Cachoeira do Ferro Doido
- Monumento Natural dos Cânions do Subaé

### Ceará
- Monumento Natural das Falésias de Beberibe
- Monumento Natural Monólitos de Quixadá

### Distrito Federal
- Monumento Natural do Conjunto Espeleológico do Morra da Pedreira

### Espírito Santo
- Monumento Natural dos Pontões Capixabas
- Monumento Natural o Frade e a Freira
- Monumento Natural Estadual Serra das Torres

### Mato Grosso
- Monumento Natural Morro de Santo Antônio

### Mato Grosso do Sul
- Monumento Natural da Gruta do Lago Azul
- Monumento Natural do Rio Formoso

### Minas Gerais
- Monumento Natural Estadual Peter Lund

### Piauí
- Monumento Natural Pedra do Castelo
- Monumento Natural Pedra do Sal

### Paraná
- Monumento Natural de Lancinhas

### Rio de Janeiro
- Monumento Natural dos Morros do Pão de Açúcar e Urca
- Monumento Natural da Pedra do Elefante
- Monumento Natural Ilhas Cagarras
- Monumento Natural Municipal da Pedra do Colégio

### Rio Grande do Sul
- Monumento Natural Municipal Capão da Amizade

### Santa Catarina
- Monumento Natural Municipal da Lagoa do Peri

### São Paulo
- Monumento Natural Estadual da Pedra do Baú
- Monumento Natural Estadual da Pedra Grande

### Sergipe
- Monumento Natural Grota do Angico
- Monumento Natural do Rio São Francisco

### Tocantins
- Monumento Natural das Árvores Fossilizadas do Tocantins